# Chimarra lejea
Chimarra lejea là một loài Trichoptera trong họ Philopotamidae. Chúng phân bố ở miền Cổ bắc.